# Templo de Fo Guang Shan (Auckland)
El Templo Fo Guang Shan de Auckland es un templo y centro comunitario del movimiento budista chino Fo Guang Shan en el suburbio East Tamaki/Flat Bush de Auckland, Nueva Zelanda. El templo y complejo fueron construidos durante siete años. Fue diseñado con un estilo arquitectónico de la dinastía Tang. El templo también incluye una gran estatua de Buda y una campana de dos toneladas.
Inaugurado a finales de 2007, la misión del nuevo templo es promover el budismo humanístico. Pero también se pretende beneficiar (y está abierto a) a los no budistas, "a través de la educación y la enseñanza de la gente como llevar una buena vida". Incluso antes de su apertura oficial, el templo había proporcionado cursos comunitarios como la caligrafía china, el idioma chino, el yoga y las artes marciales, así como un lugar para charlas y reuniones de prevención del delito.

## Instalaciones
Los terrenos del templo están abiertos seis días a la semana (cerrado el lunes) y están abiertos en la mayoría de los días festivos. Normalmente, las horas son de 9 a. m. hasta las 5 p. m., pero algunas partes del templo (especialmente el salón de exposiciones y el santuario externo) pueden abrir más tarde y cerrar antes. Durante los festivales, el templo puede estar abierto más tarde por la noche y ocasionalmente estará abierto más allá de la medianoche como en el Año Nuevo Lunar.

### Salón principal de Buda
El hall principal de Buda contiene una gran estatua de estilo Jacobo del Buda Gautama en pose Llamar a la Tierra a Testigos. En las paredes hay miles de imágenes de Buda de bajorrelieve.

### Sala de exposiciones/Galería de arte
Adyacente al Buda Hall es una sala de exposiciones. Las exposiciones son muchas veces, aunque no siempre, obras de arte sobre el budismo, como pinturas, caligrafía y arte tejido. Varias exposiciones se muestran a lo largo del año con cada exposición que dura unos meses, pero a veces hay exposiciones especiales de menor duración. Ocasionalmente, habrá actividades para los niños, como la escritura de caligrafía durante una exposición de caligrafía.
También se celebran exposiciones de artistas locales, como la exposición de finales de 2019 - principios de 2020 de Dean Buchanan inspirado en la bicicleta a través de las Gamas de Waitākere.
El salón de exposiciones está abierto unas horas más cortas que el resto del recinto del templo. (A partir de 2020, la sala está abierta de 10 a. m. a 4 p. m., mientras que el resto del templo está abierto de 9 a. m. a 5 p. m..) La entrada es gratuita.

### Otras áreas
El hall de entrada contiene una estatua de Avalokitesvara. Un escritorio a la izquierda está tripulado por un voluntario de la Asociación Internacional de Luz de Buda (BLIA) y/o una monja residente para ayudar a visitantes y adoradores.
Fuera y a la izquierda de la estructura principal del templo y debajo del suelo hay un santuario de Ksitigarbha. Este santuario se cierra antes que el resto del templo.
La zona central del patio está dividida en grandes flagelos separados por una red de plantas de varios centímetros de altura que se presta a una práctica de meditación de marcha lenta. (Hay un espacio claro tanto a ambos lados como a nivel para aquellos con problemas de movilidad.)
A un lado del patio central hay una serie de senderos cortos de madera levantada entre los cerezos y otros árboles que se presta a la práctica de meditación rápida.
Otras habitaciones situadas fuera del patio central se utilizan a menudo para diversos servicios y actividades como el lenguaje y la caligrafía, el canto sustraído y los grupos de estudio.
Un área sustancial de la propiedad se entrega al estacionamiento. Durante los festivales más grandes (en particular el Año Nuevo Chino), las porciones de los jardines estarán cubiertas con varios puestos de comida y actividad.

### Teahouse de la gota de agua
En el sitio hay una casa de té que proporciona comida vegetariana y una variedad de tés o tizanes.

### Tienda de regalo
Compartir la misma habitación que la casa de té es una pequeña tienda de regalos que proporciona una serie de obras de literatura sobre el budismo, particularmente los escritos de Hsing Yun (fundador de Fo Guang Shan), una variedad de objetos religiosos (como estatuas, mala, iconos) y similares.